# Quimiotaxi
La quimiotaxi o quimiotactisme és el desplaçament que realitzen les cèl·lules mòbils en el medi on es troben, a favor o en contra d'un gradient químic. El desplaçament mencionat pot ser tant en medi líquid com per sobre o través de diferents superfícies biològiques (endotelis). Per aquesta finalitat, les cèl·lules posseïxen receptors cel·lulars que detecten les substàncies químiques atraients i activen els senyals cel·lulars que promouen el moviment a favor o en contra de la direcció on es troben aquestes substàncies quimiotàctiques. La quimiotaxi és per tant, un sistema de resposta sensorial de locomoció, governat químicament.
El control de la motilitat cel·lular permet a qualsevol cèl·lula lliure, desplaçar-se cap a un ambient favorable de nutrients, pH, temperatura, etc. Aquesta motilitat cel·lular exerceix una funció molt important en la capacitat infecciosa d'alguns microorganismes.
En els éssers pluricel·lulars, les principals cèl·lules amb capacitat quimiotàctica són els leucòcits, com els neutròfils i els macròfags, tan importants en el sistema immunitari i en els processos inflamatoris. Un exemple de molècules quimiotàctiques amb capacitat quimioatraient per diferents tipus de leucòcits són les quimiocines.
En el mecanisme molecular de la quimiotaxi intervenen proteïnes sensorials de la membrana plasmàtica anomenades quimioreceptors, que detecten el gradient químic en funció de la concentració i interaccionen amb proteïnes del citoplasma com l'actina, per mitjà de l'ió calci, per a modular el moviment de cilis, flagels o pseudopodis.
El 1970, Lee Segel i Evelyn Fox Keller van presentar un model d'anàlisi d'aquest moviment basat en unes equacions característiques i que des d'aleshores s'anomena model de Keller-Segel.